# Foramen rond
Le foramen rond (ou trou grand rond ou canal grand rond) est un orifice osseux circulaire de la grande aile de l'os sphénoïde reliant la fosse crânienne moyenne et la fosse ptérygopalatine.

## Structure
Le foramen rond est un court orifice pair d'orientation antéro-postérieure sur les grandes ailes de l'os sphénoïde. Il est situé 3 à 4 mm derrière l'extrémité médiale de la fissure orbitaire supérieure.

## Rôle
Le foramen rond permet la communication entre la fosse crânienne moyenne et l'arrière fond de la fosse ptérygopalatine.
Il permet le passage du nerf maxillaire (V2 ), une branche du nerf trijumeau
Il permet également le passage de petites veines émissaires.

## Embryologie
Le foramen rond évolue en forme tout au long de la période fœtale jusqu'à l'adolescence.
Sa forme initialement ovale devient un anneau parfait chez le fœtus après le 4ème mois fœtal.
Après la naissance, le foramen rond mesure environ 2,5 mm de diamètre, 3 mmm chez les 15 à 17 ans.
Le diamètre moyen du foramen rond chez l'adulte est de 3,55 mm,.